# Martine Hafkamp (GTST-personage)
Martine Hafkamp is een personage uit de Nederlandse soapserie Goede tijden, slechte tijden. De rol van deze eerste Nederlandse 'soapbitch' werd van seizoen één tot vijf vertolkt door actrice Inge Ipenburg. Daarna keerde Ipenburg twee keer  terug in de serie; van juni 2003 tot begin maart 2005, en van 2 maart tot 22 mei 2017.

## Achtergrond
Goede tijden, slechte tijden werd gedurende de eerste twee jaar nog niet geschreven door een Nederlands schrijversteam, de scripts waren een vertaling van de Australische serie The Restless Years. In de Australische scripts was een hoofdrol weggelegd voor Stephanie Kreeft (Antoinette van Belle). Stephanie vormde de eerste bitch in GTST als vrouw van de succesvolle zakenman Nico Stenders. Het personage Martine Hafkamp speelde sporadisch een bijrol in de soap tussen 1990 en 1992. In 1992 werd er afstand gedaan van de Australische scripts en werd GTST volledig geschreven door een Nederlandse crew. In het verhaal van de Nederlandse schrijvers kreeg de rol van Martine een centrale rol. Het personage Stephanie verdween naar de achtergrond en zou enkel in 1994 nog een kortstondige terugkeer beleven.
In het voorjaar van 1994 gaf actrice Inge Ipenburg te kennen dat ze wilde stoppen met de rol van Martine Hafkamp. Ipenburg wilde zich meer gaan ontwikkelen op het acteervlak en vreesde dat de rol van Martine aan haar zou blijven kleven. In september 1994 was Hafkamp voor lange tijd voor het laatst te zien in de soap.

### Karakter
Hafkamp heeft een uitgesproken slecht karakter. Ze raakte gedurende haar hele periode in de serie verzeild in allerhande criminele activiteiten. Op privégebied bleek ze niet in staat stabiele relaties te onderhouden. Haar enige echte vriend door dik en dun bleek Daniël, alleen was hun vriendschap niet bestand tegen haar poging tot moord op Helen Helmink.
In haar eerste jaren gold Martine in alle opzichten als de aartsrivaal van Helen Helmink. Martine en Helen kenden elkaar al jaren: Martine was een leerlinge van Helen en was na een rel van school afgestuurd. Door de zaak rond Annette van Thijn kwamen ze weer met elkaar in contact. In de eerdere seizoenen leek ze echter Helen weleens de hand toe te steken, maar Helen ging hier resoluut niet op in omdat ze haar niet vertrouwde. Hierdoor joeg Helen Martine alleen maar tegen haar in het harnas, wat er uiteindelijk toe leidde dat de dames elkaar tegenwerkten. Martine bleek toen zelfs niet terug te deinzen voor moord.

### Acteurgeschiedenis
Toen Ipenburg te horen kreeg van de eerste Nederlandse soap en de scripts las, wist ze meteen dat ze alleen de rol van Martine erin wou spelen. Ipenburg die toen die tijd alleen maar gecast werd voor de lieve (huis)vrouw door haar blonde haren en blauwe ogen, wou ze een keer iets anders van zichzelf laten zien. Na vier jaar de rol te hebben gespeeld verliet ze de serie. De jaren erna werd ze meerdere keren benaderd voor een comeback, die ze telkens afsloeg. In 1998 kwam ze eenmalig terug in de reünie-special.
Na haar vertrek uit Westenwind in 2002 werd ze wederom benaderd en nam ze het aanbod aan, mits er een goede verhaallijn bij kwam en een realistische reden voor haar vervroegde vrijlating erin was verwerkt. Ipenburg vertrok na anderhalf jaar begin 2005 uit de serie en liet toen in de pers meerdere keren duidelijk maken dat haar personage nooit meer opnieuw in de serie zou verschijnen. In het voorjaar van 2016 werd Ipenburg echter toch weer benaderd, en na positieve gesprekken met de producent kwam ze van deze beslissing terug. Ipenburg gaf aan dat ze wel een "Martine 2.0" wou spelen, met niet weer dezelfde inhoud als eerder.
Door de rol van Martine werd Ipenburg in 2014 gecast als de gelijksoortige veroordeelde Alexandra "Lex" Holt in de serie Celblok H. Doordat ook deze serie een vertaling was van Australische script, werd Ipenburg aan het einde van het eerste seizoen eruit geschreven, hoewel ze graag door had willen gaan met de serie.
Inge Ipenburg
Terugkomend gastrol: 4 oktober - 10 december 1990
Terugkomend gastrol: 25 maart - 23 september 1991
Terugkomend gastrol: 20 september - 1 november 1991
Contract: 5 mei 1992 - 14 oktober 1994
GTST: De reünie: 26 december 1998
Contract: 27 juni 2003 - 28 februari 2005
Terugkomend gastrol: 2 maart 2017 - 22 mei 2017

## Verhaallijnen

### Escortbureau
In seizoen 1 heeft Martine een escortbureau waar onder anderen Suzanne Balk en Annette van Thijn werken. Beiden worden in verband gebracht met de moord op leraar Marc de Waal, die met zowel Martine als Annette een verhouding had. Op het moment dat de ware schuldige wordt opgepakt (Marcs  ex-vrouw Francine) vertrekt Martine naar het buitenland. Bij haar terugkeer zegt Martine dat ze het escortbureau heeft opgedoekt en dat ze haar leven heeft gebeterd. 

### Frits van Houten
Martine gaat een strijd aan met zakenman Frits van Houten. Frits is volgens Martine samen met zijn vader Herman Hogendoorn verantwoordelijk voor de zelfmoord van haar vader. Ze tracht Frits te ontdoen van zijn bedrijf Van Houten International en spoort hem aan zijn vader te vermoorden na een in scène gezette dood van Suzanne Balk. Frits laat dit echter niet op zich zitten en zet een tegencomplot op touw. Sindsdien blijven Martine en Frits elkaar tegenkomen en nadat Herman zijn kleinzoon (Fritsje, nu Jack van Houten) heeft meegenomen naar Amerika slaan de twee de handen ineen. Ze krijgen uiteindelijk een relatie waar een dochter uit voortkomt. De dochter heet Wendela, na adoptie wordt haar naam veranderd in Sjors Langeveld, een rol die vanaf 2003 in eerste instantie werd gespeeld door Inge Schrama.

### Helen Helmink
Rolf is getrouwd met Agaath Huygens, maar toch houdt hij er twee minnaressen op na: Martine Hafkamp en Helen Helmink. Martine kan het niet verkroppen dat Rolf aan haar alleen als maîtresse niet genoeg heeft. Helen heeft in haar ogen alles wat zij nooit heeft gehad. Haar haat bereikt een hoogtepunt wanneer Rolf van zijn vrouw wil scheiden om met Helen te trouwen. Omdat zijn vrouw in een rolstoel terechtkomt, besluit Rolf uiteindelijk niet te scheiden. Toch zit het Martine niet lekker dat hij eigenlijk voor Helen koos. In de gevangenis blijkt dat het nog veel dieper zit: net als Helen Helmink heeft Martine ook een buitenechtelijke zoon bij Rolf. Martines zoon is echter zwaar gehandicapt, terwijl Helens zoon, Peter Kelder, kerngezond is.  Martine neemt wraak; ze stuurt een oplichter die zich voordoet als Helens doodgewaande zoon, maar wordt daar zelf bijna het slachtoffer van omdat David Harkema zijn eigen plan trekt. Verder laat Martine iedereen uitschakelen die de waarheid over de geadopteerde Peter dreigt te onthullen, naar wat lijkt inclusief Rolf. Hoewel dit niet bewezen is kwam het Martine wel goed uit, omdat ze in feite alle macht binnen het Huygens Concern naar zich toe kan trekken. Echter boven Martine stonden ook onderwereldfiguren die Martine ongevraagd in bescherming namen zodra ze dat nodig achtten, zo werd Suzanne een keer van de weggereden toen ze op zoek was naar informatie over Martine. Nadat ze Koen Heeze inhuurt met het doel Helen te vergiftigen en zo te vermoorden wordt Martine ingerekend en gevangengezet.

### Terugkeer 2003
Martine is dolblij als haar dochter, nu genaamd Sjors Langeveld, contact met haar zoekt. Mede hierdoor wordt Martine na 17 jaar gevangenschap vrijgelaten. Even lijkt het alsof er een goede moeder-dochterrelatie tot stand komt, maar als Sjors wordt verkracht door Nick Sanders (op dat moment Martines zakenpartner) en ze niet de steun krijgt waar ze op rekent, wil ze niets meer met haar moeder te maken hebben, tot groot verdriet van Martine. Sjors vergeeft haar moeder dat ze niet op de gewone manier reageert. Uiteindelijk krijgen Sjors en Martine een goede band, hoewel deze band af en toe wel wankelt, vanwege het verschil in moraal tussen moeder en dochter. Mede hierdoor voelt Martine zich gedwongen voor Sjors te verzwijgen dat ze een aandeel had in de wraakactie op zakenman Ludo Sanders.

### Strijd met Ludo Sanders
Martine krijgt vanaf het moment dat ze terugkeert een steeds groter wordend conflict met Ludo. Ze neemt Yasmin Fuentes in dienst, die haar samen met Isabella helpt om Ludo kapot te maken. Deze wraakactie loopt catastrofaal af wanneer Ludo terugslaat. Door hem wordt ze (onschuldig) veroordeeld tot levenslang voor de moord op Carel Kortenaer. Op het moment dat ze vervoerd wordt naar het huis van bewaring, wordt ze ontvoerd door handlangers van Sanders. Onder dwang doet ze afstand van haar aandelen Merenpark en Hafworks. Hij zet haar op een boot en wil dat ze vertrekt. Dit doet ze ook, waarna later de boot teruggevonden wordt zonder Martine. Onduidelijk is of ze nog leeft en zo ja, waar ze op dat moment is.

### Nieuwe identiteit in Rusland
In 2014 wordt Hafkamp genoemd als mogelijke chanteur van Ludo. In 2016 wordt Wiet van Houten in de gaten gehouden door een mysterieus persoon, even later wordt door Hans van Houten gesuggereerd dat Martine nog leeft en zij erachter zit.
In 2016 beweert Jack van Houten, Martine levend gevonden te hebben en heeft hiervoor bewijs gevonden. Via een collega heeft Jack een bedrijvenimperium in Rusland ontdekt. Het bedrijf heet Mount High en wordt gerund door Maddy Everest. Volgens Jack zou Mount High, MH, kunnen staan voor Martine Hafkamp. Jack heeft onderzoek gedaan naar Maddy Everest en is erachter gekomen dat deze vrouw een jaar voor de verdwijning van Martine nog niet bestond. Het bedrijf Mount High is in 2006 één jaar na de verdwijning van Martine opgericht. Ook concludeert Jack dat de bedrijfsvoering te herleiden is naar Martine. Van Maddy Everest zelf is alleen een vage foto zichtbaar, hieruit is het onduidelijk of het Martine is. Aangezien ze het bedrijf achter de schermen runt. Jack vindt dat Sjors moet weten of haar moeder nog leeft. Hij heeft een list bedacht waarbij Wiet onder de naam Tess Verdoorn stage gaat lopen op Mount High om erachter te komen of Maddy Everest inderdaad Martine Hafkamp is.
Op 9 september 2016 dook in de GTST-app 'Meerdijk' op dat uit een DNA-test van een babyhaar op Maddy's kantoor 100% matcht met Sjors Langeveld. Hieruit blijkt dat Martine Hafkamp nog leeft. Wiet informeert Sjors dat ze onmiddellijk samen met haar dochter Lana naar Rusland moet komen.

### Terugkeer 2017
Nadat Ludo Sanders langzaam zijn bedrijf kwijtraakt op slinkse wijze, komt hij erachter dat Martine hierachter zit. Twaalf jaar eerder heeft Ludo Martine op een bootje gezet de zee op en gedacht dat zij verdronken is, echter is Martine door een vissersschip opgepikt en heeft ze jaren kunnen werken aan een plan om Ludo terug te pakken, waar ze het laatste jaar ook haar dochter Wendela (Sjors) bij heeft betrokken. Martine leert in deze periode ook haar kleindochter Lana kennen. Martine denkt alles goed geregeld te hebben en had ook de zus van Ludo, Maxime Sanders, ingezet in haar strijd. Voor de zekerheid (om zich in te dekken bij Ludo) heeft Maxime op het laatste moment nog geld en aandelen van Ludo weggesluist en achtergehouden. Sjors komt ineens tegenover haar vroegere vrienden te staan omdat ze partij kiest voor haar moeder, Martine. Echter slaat dat snel om, wanneer ze erachter komt dat haar moeder drie moordaanslagen op haar geweten heeft: twee keer op Marlena die het overleefd heeft en een keer op Bing die door een schot in het hoofd tijdelijk blind is geworden. Martine bekent uiteindelijk haar daden tegenover Sjors en geeft toe dat ze, nadat ze eerder op de boot gezet was door Ludo, een enorme drang had om Ludo kapot te maken. Nadat haar wraak op Ludo Sanders is geslaagd, springt ze uit een helikopter de zee in en Nina Sanders keek vanuit de helikopter machteloos toe.

## Varia
Voor de Nederlandse namen in GTST is door de schrijvers regelmatig een beroep gedaan op het telefoonboek van Hilversum. De destijds daarin vermelde Martine Hafkamp is bekend geworden als directeur-eigenaar van Fintessa Vermogensbeheer en is regelmatig te gast in Business Class, een programma van Harry Mens. Inge Ipenburg is op haar beurt de voice-over in de tv-reclames van Fintessa.